# مامادو باكايوكو (لاعب كرة قدم)
مامادو باكايوكو (بالفرنسية: Mamadou Bagayoko)‏ (و. 1989  م) هو لاعب كرة قدم إيفواري، ولد في أبيدجان، شارك في الألعاب الأولمبية الصيفية 2008، وكأس الأمم الأفريقية 2017، مركز لعبه هو مُدَافِع.

## روابط خارجية
- مامادو باكايوكو على موقع الاتحاد الدولي (مؤرشف)  (الإنجليزية)
- مامادو باكايوكو على موقع الاتحاد الأوربي (الإنجليزية)
- مامادو باكايوكو على موقع قاعدة بيانات كرة القدم.إي يو (الإنجليزية)
- مامادو باكايوكو على موقع ناشيونال فوتبول تيمز (الإنجليزية)
- مامادو باكايوكو على موقع Soccerway.com (الإنجليزية)
- مامادو باكايوكو على موقع عالم كرة القدم.نت (الإنجليزية)
- مامادو باكايوكو على موقع اللجنة الأولمبية الدولية (الإنجليزية)
- مامادو باكايوكو على موقع أوليمبيديا (الإنجليزية)
- مامادو باكايوكو على موقع AS.com (الإسبانية)